# Ollanta Humala

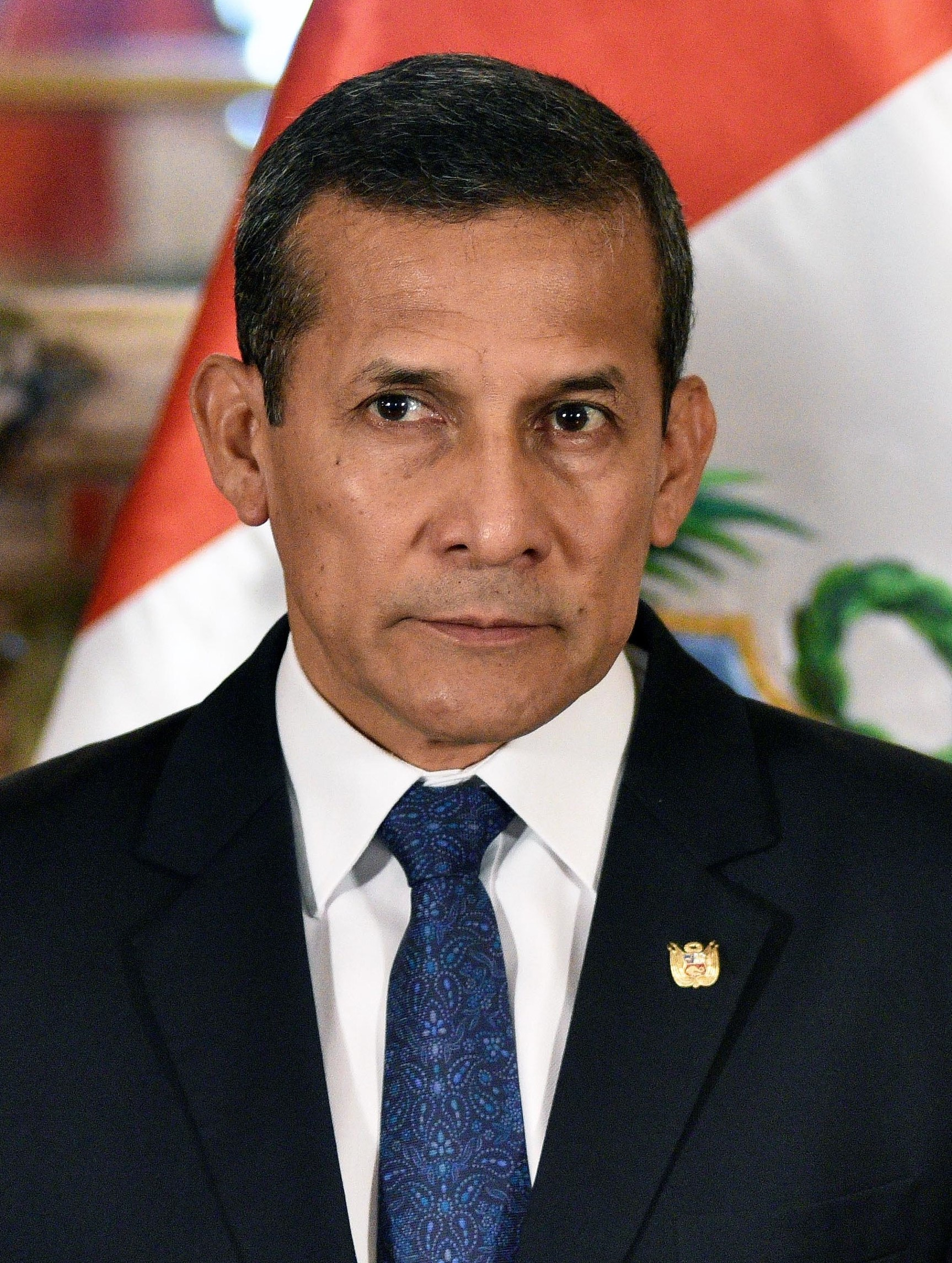
Ollanta Humala

Ollanta Moisés Humala Tasso [oʎánta umála] (* 27. Juni 1962 in Lima) ist ein peruanischer Politiker (PNP, Nationalistische Partei Perus) und ehemaliger Oberstleutnant der peruanischen Armee. Von 2011 bis 2016 war er Staatspräsident von Peru.

## Leben

### Militärische Laufbahn
Ollanta Humala trat als 18-Jähriger in die peruanischen Armee ein. 1983 absolvierte er einen Lehrgang an der School of the Americas. Im Oktober 2000 führte er eine Meuterei von ca. 50 bis 60 Soldaten gegen den diktatorisch regierenden damaligen Präsidenten Alberto Fujimori an, an der auch sein Bruder Antauro Humala teilnahm. Dabei nahmen sie einen General und vier Minenarbeiter als Geiseln. Ollanta Humala wurde zunächst festgenommen und aus der Armee entlassen, nach dem Sturz Fujimoris jedoch rehabilitiert und zum peruanischen Militärattaché in Paris und später in Seoul befördert. Im Dezember 2004 wurde er von diesem Posten abgelöst.

### Politiker
Ollanta Humalas Vater Isaac Humala gilt als Begründer der Bewegung des Etnocacerismus (Movimiento Etnocacerista). Auch Ollanta entspringt dieser Bewegung, distanziert sich aber teils von deren Zielen. In seiner politischen Ausrichtung bezog sich Humala – nach eigenen Aussagen – auf die Links- und Mitte-links-Regierungen in Bolivien, Brasilien, Chile, Uruguay und Venezuela (Interviews zum Wahlkampf 2006).
Im Oktober 2005 wurde Ollanta Humala zum Vorsitzenden der Partido Nacionalista Peruano (PNP, Nationalistische Partei Perus) gewählt. Bei den Präsidentschaftswahlen am 9. April 2006 trat er für Unión por el Perú an. Zu seinen wesentlichen Wahlprogrammpunkten gehörte die Überprüfung der Verträge transnationaler Minengesellschaften und die Revision von Privatisierungen. Humala gewann den ersten Wahlgang mit 30,6 Prozent der Stimmen. Bei der Stichwahl am 4. Juni unterlag Humala mit 47,3 Prozent der Stimmen gegen den sozialdemokratischen ehemaligen Präsidenten Alan García.
Bei den Wahlen in Peru 2011 trat er erneut als Präsidentschaftskandidat an. Mit ihm ging Marisol Espinoza (Unión por el Perú) als Kandidatin für die Vizepräsidentschaft ins Rennen. Als seine Ziele nannte er eine gerechtere Verteilung der Einkommen aus den natürlichen Ressourcen des Landes (momentan hohe Armut trotz hoher Einkommen aus dem Bergbau) und die Erhaltung des in den letzten Jahren meist hohen Wirtschaftswachstums. Dazu solle unter anderem der Mindestlohn erhöht und die Profite aus dem Bergbau besteuert werden. Als Vorbild bezeichnete er dabei vor allem den ehemaligen brasilianischen Präsidenten Luiz Inácio Lula da Silva. Hingegen distanzierte er sich öffentlich von dem venezolanischen Präsidenten Hugo Chávez, dessen Unterstützung er im Wahlkampf 2006 noch offen in Anspruch genommen hatte. In den Umfragen wurden ihm zunächst keine Siegeschancen eingeräumt. Im April 2011 erhielt er in der ersten Runde der Präsidentenwahl mit 31,1 Prozent überraschend die meisten Stimmen, musste sich aber in einer am 6. Juni angesetzten Stichwahl der rechtskonservativen Kandidatin Keiko Fujimori stellen, die er knapp gewann. Nach dem Wahlsieg kündigte er eine marktorientierte Wirtschaft bei gleichzeitiger Stärkung der Binnenökonomie und den Ausbau des Sozialsystems an. Seiner Ehefrau Nadine Heredia, die sowohl als politische engagierte Frau als auch als dreifache Mutter auftrat, wurde ein erheblicher Anteil an Humalas Wahlerfolg nachgesagt.

### Präsidentschaft
Am 28. Juli 2011 übernahm er die Präsidentschaft. Die ersten Monate versuchte Humala vor allem, bei Unternehmern um Vertrauen zu werben, die vorher seiner Kontrahentin Keiko Fujimori nahegestanden hatten. Große Themen seines ersten Regierungsjahres waren das Bergbauprojekt Conga in der peruanischen Region Cajamarca, die Erhöhung des Mindestlohns, sowie der Beginn der angekündigten Sozialprogramme.
Am 28. Juli 2016 wurde Humala von Pedro Pablo Kuczynski als Staatspräsident abgelöst.

### Strafprozess
Im Zusammenhang mit dem internationalen Korruptionsskandal um das brasilianische Bauunternehmen Odebrecht wird Humala und seiner Ehefrau Nadine Heredia vorgeworfen, Geldwäsche und Verschwörung betrieben zu haben. Dem Konzern zufolge sei 2011 der Wahlkampf des Politikers illegal von Odebrecht mit 2,63 Mio. unterstützt worden. Am 14. Juli 2017 stellte sich Humala und begab sich mit seiner Frau in Untersuchungshaft, nachdem ein Gericht seine Haft angeordnet hatte. Die Staatsanwaltschaft hatte Bedenken, dass sich das Paar eventuell vor der Strafverfolgung ins Ausland absetzen könnte. Sie können bis zu 18 Monate festgesetzt werden. Anlässlich der erfüllten halben Haftdauer ordnete der Staatsanwalt am 27. April 2018 die Freilassung für die Dauer des Prozesses an. Humala und seine Frau stehen bis zum Beginn der Gerichtsverhandlung mit eingeschränkter Bewegungsfreiheit unter steter Aufsicht der Justizbehörden (spanisch: comparecencia restringida) gemäß Art. 287 und 288 der peruanischen Strafprozessordnung.